# 劉懷經
劉懷經（1431年—1490年），字叔理，四川敘州府富順縣人，民籍，明朝政治人物。

## 生平
治《春秋》，由國子生中式四川鄉試第三十名舉人，天順七年（1463年）因試場焚毀，癸未科會試改八月舉行，劉懷經中式第一百名，次年甲申科殿試，登二甲第三十名進士。

## 家族
曾祖劉必和；祖劉榮；父劉茂春；母柳氏；繼母胡氏。具慶下，妻王氏。
行二，兄懷南；懷胡，弟懷俊；懷仁。